# Wadi-l-Qura
Wadi al-Qura (àrab: وادي القرى, Wādī l-Qurà, literalment ‘Vall dels Pobles’) fou una regió del Hijaz del nord a uns quatre o cinc dies de viatge de Medina; la vall era una successió de pobles petits. La seva situació exacta és discutida. Era territori dels Thamud i els Ad quan hi van arribar els jueus que van crear canals soterranis i van plantar palmeres. En temps del profeta Mahoma s0hi van fer tres campanyes militars, a la zona. En temps del califa Úmar ibn al-Khattab els udhra van adquirir la meitat de la vall; un terç de l'altra meitat pertanyia a les dotacions de caritat del Profeta i una dotzena part eren terres comunes de l'umma. Els jueus, que posseïen un terç de la vall, la van vendre, però no se sap si després Úmar els en va expulsar. El udhra i els kuda dominaven la regió i la situació es mantenia al segle ix.